# Emilia Reimus
Emilia Reimus (ur. 16 marca 1980 w Gdańsku) – polska siatkarka występująca na pozycji atakującej. Ostatnim jej klubem była Gedania Żukowo, opuściła ten zespół po rundzie zasadniczej sezonu 2010/2011. W latach 2000–2001 10-krotna reprezentantka Polski.

## Kluby
- Wychowanka KKS Gedania - absolwentka klasy sportowej
- do 2001  Gedania Gdańsk
- 2001–2002  PTPS Piła
- 2002–2003  Gedania Gdańsk
- 2003–2004  Asterix Kieldrecht
- 2004–2005  Muszynianka Muszyna
- 2005–2007  Gedania Gdańsk
- 2007–2008  AZS AWF Poznań
- 2008–2009  Trefl Gdynia
- 2009–2010  Trefl Sopot
- 2010–2011  Gedania Żukowo

## Sukcesy
- Brązowa medalistka Mistrzostw Europy kadetek
- złoty medal Mistrzostw Polski (z drużyną PTPS Piła)